# Higashiyodogawa-ku
Higashiyodogawa (東淀川区, Higashiyodogawa-ku) est l'un des vingt-quatre arrondissements de la ville d'Osaka au Japon.
Higashiyodogawa-ku se trouve au nord-est de la ville.
La gare d'Awaji est un lieu important de l'arrondissement. Elle se trouve à environ 10 minutes en train Hankyu depuis Umeda.
L'usine principale de la société Shiseido se trouve à Komatsu, dans l'arrondissement.

## Bâtiments et structures notables
- Université des Sciences Economiques d'Osaka
- Université Osaka Seikei (en)
- Siège social de Keyence